# Paulo Frontin
Paulo Frontin é um município brasileiro no estado do Paraná, Região Sul do país. Sua população estimada em 2022 era de 6.343 habitantes.

## Geografia
Possui uma área é de 369,210 km² representando 0,1852 % do estado, 0,0655 % da região e 0,0043% de todo o território brasileiro. Localiza-se a uma latitude 26°02'24" sul e a uma longitude 50°50'09" oeste, estando a uma altitude de 778 m. Sua população, conforme estimativas do IBGE de 2019, era de 7 354 habitantes.

### Demografia
Dados do Censo - 2007
População Total: 7.399 IBGE 2008
Índice de Desenvolvimento Humano (IDH-M): 0,735
- IDH-M Renda: 0,637
- IDH-M Longevidade: 0,702
- IDH-M Educação: 0,866

## Rodovias
O município é ligado pela BR-476, praticamente sendo cortado ao meio, tendo ainda a BR-153 (Transbrasiliana) que também o corta e a Rodovia Estadual Antonio Baby que faz ligação com o município de Mallet.